# طاقتم ده
طاقتم ده یا ساغرم شکست ای ساقی ترانه مشهور و ماندگاری است با شعر معینی کرمانشاهی و آهنگ‌سازی همایون خرم در گوشه بیداد دستگاه همایون که نخستین بار با صدای مرضیه اجرا شد و اجراهای جدیدتر این ترانه نیز توسط خوانندگانی چون سالار عقیلی، جهان، مصطفی مداحی، شهلا سرشار خوانده شده‌است.

## متن ترانه
شعر این ترانه بر اساس اجرای اصلی، یعنی اجرای مرضیه، این است:
| خاطرات عمرِ رفته در نظرگاهم نشسته                                                 |  | در سپهر لاجوردی آتش آهم نشسته                               |
| ای خدای بی‌نصیبان، طاقتم ده، طاقتم ده                                             |  | قبله‌گاه ما غریبان، طاقتم ده، طاقتم ده                       |
| ساغرم شکست ای ساقی، رفته‌ام ز دست ای ساقی                                         |  |                                                             |
| ساغرم شکست ای ساقی، رفته‌ام ز دست ای ساقی                                         |  |                                                             |
| در میان توفان                                                                    |  |                                                             |
| بر موج غم نشسته منم، در زورق شکسته منم، ای ناخدای عالم                           |  | تا نام من رقم زده‌شد، یک‌باره مُهر غم زده‌شد، بر سرنوشت آدم     |
| ساغرم شکست ای ساقی، رفته‌ام ز دست ای ساقی                                         |  |                                                             |
| تو تشنه‌کامم کُشتی، در سراب ناکامی‌ها، ای بلای نافرجامی‌ها                           |  | نبرده لب بر جامی، می‌کشم به دوش از حسرت، بار مستی و بدنامی‌ها |
| بر موج غم نشسته منم، در زورق شکسته منم، ای ناخدای عالم                           |  | تا نام من رقم زده‌شد، یک‌باره مُهر غم زده‌شد، بر سرنوشت آدم     |
| ساغرم شکست ای ساقی، رفته‌ام ز دست ای ساقی                                         |  |                                                             |
| حکایت از چه کنم؟ شکایت از که کنم؟ که خود به دست خود آتش بر دل خون‌شدهٔ نگران زده‌ام |  |                                                             |
| حکایت از چه کنم؟ شکایت از که کنم؟ که خود به دست خود آتش بر دل خون‌شدهٔ نگران زده‌ام |  |                                                             |
| بر موج غم نشسته منم، در زورق شکسته منم، ای ناخدای عالم                           |  | تا نام من رقم زده‌شد، یک‌باره مُهر غم زده‌شد، بر سرنوشت آدم     |
| تو تشنه‌کامم کُشتی، در سراب ناکامی‌ها، ای بلای نافرجامی‌ها                           |  | نبرده لب بر جامی، می‌کشم به دوش از حسرت، بار مستی و بدنامی‌ها |
| بر موج غم نشسته منم، در زورق شکسته منم، ای ناخدای عالم                           |  | تا نام من رقم زده‌شد، یک‌باره مُهر غم زده‌شد، بر سرنوشت آدم     |
| ساغرم شکست ای ساقی، رفته‌ام ز دست ای ساقی                                         |  |                                                             |
| ساغرم شکست ای ساقی، رفته‌ام ز دست ای ساقی                                         |  |                                                             |